# Groninger Studenten Sportstichting ACLO
De Groninger Studenten Sportstichting ACLO (voorheen: Academische Centrale voor Lichamelijke Opvoeding), opgericht in 1945, is de studentensportraad van Groningen die wordt bestuurd door studenten. Het Dagelijks Bestuur (bestaande uit zeven personen) is beleidsvoorbereidend en beleidsuitvoerend, waar het Algemeen Bestuur (bestaande uit elf personen) beleidsbepalend is. De ACLO werkt samen met de faciliterende organisatie Het Sportcentrum. De ACLO zorgt vooral voor de invulling van sporten, de marketing, financiën en beleid, waar het Sportcentrum zorgt voor personeel, continuïteit en stabiliteit. Gezamenlijk hebben zij als doel om alle studenten in Groningen te laten sporten met medestudenten.
Studenten aan de Rijksuniversiteit Groningen en, sinds 2001, de Hanzehogeschool kunnen een ACLO Card aanschaffen en lid worden van de vijftig bij de ACLO aangesloten verenigingen. Met de ACLO Card kunnen de studenten deelnemen aan groepslessen, open uren en cursussen die de ACLO verzorgt, en kunnen zij vrij banen en zalen reserveren. Bijna 19.000 Groningse studenten hebben een ACLO Card.
De ACLO is net als alle andere studentensportraden aangesloten bij het nationaal koepel Studentensport Nederland (SSN). Jaarlijks doet de ACLO mee aan het Groot Nederlands Studenten Kampioenschap (GNSK), de Studentenwintersport en de Batavierenrace. Onder auspiciën van de ACLO worden er meerdere Nederlandse Studenten Kampioenschappen (NSK's) georganiseerd in Groningen.
Alle studentensportverenigingen in Groningen zijn aangesloten bij de ACLO. De sportverenigingen krijgen van de ACLO subsidie voor onder andere materialen, accommodatie en trainers. Studenten zijn verplicht lid te worden van de ACLO om bij een aangesloten vereniging lid te kunnen worden.